# Cuba Gooding mladší
Cuba Gooding (* 2. ledna 1968, New York) je americký filmový a televizní herec, držitel Oscara za roli ve filmu Jerry Maguire.

## Život a dílo
Narodil se v Bronxu zpěvákovi Cubovi Goodingovi a jeho ženě Shirley. Má bratra herce Omara Goodinga. Rodina se přestěhovala v roce 1972 do Los Angeles poté, co skupina jeho otce měla hit. Otec opustil rodinu o dva roky později. Gooding střídal školy, později v televizním rozhovoru uvedl, že poté, co rodinu otec opustil, žili v různých hotelích po Los Angeles. V roce 1994 se oženil se Sarou Kapfer, se kterou má 2 syny (Spencer a Mason) a jednu dceru (Piper).
Po střední škole studoval japonské bojové umění, pak se zaměřil na hraní. Nejdříve získal epizodní role v seriálech Hill Street Blues a MacGyver. Jeho první hlavní role byla ve filmu Chlapci ze sousedství. Následovaly vedlejší role ve filmech Pár správných chlapů, Bleskový Jack a Smrtící epidemie.
V roce 1996 získal roli arogantního, ale loajálního hráče fotbalu ve filmu Camerona Crowea Jerry Maguire. Za tu obdržel Oscara za nejlepší herecký výkon ve vedlejší roli. Díky roli se z něj stala hvězda.
Úspěch u kritiky získal také za roli mentálně handicapovaného muže ve filmu Radio. V roce 2002 dostal hvězdu na Hollywoodském chodníku slávy.

## Filmografie

### Film
| Rok  | Název                                         | Role                               | Poznámky |
| ---- | --------------------------------------------- | ---------------------------------- | --- |
| 1988 | Cesta do Ameriky                              | chlapec, který se nechává ostříhat | |
| 1989 | Zpívání                                       | Stanley                            | |
| 1990 | Nasty Boys, Part 2: Lone Justice              | Poptop                             | |
| 1991 | Chlapci ze sousedství                         | Tre Styles                         | |
| 1992 | Teror v L.A.                                  | strážník Alvarez                   | |
| 1992 | Murder Without Motive: The Edmund Perry Story | Tyree                              | |
| 1992 | Gladiátor                                     | Abraham Lincoln Haines             | |
| 1992 | Pár správných chlapů                          | Carl Hammaker                      | |
| 1993 | Rozsudek noci                                 | Mike Peterson                      | |
| 1994 | Bleskový Jack                                 | Ben Doyle                          | |
| 1994 | Zděšení                                       |                                    | |
| 1995 | Smrtící epidemie                              | major Salt                         | |
| 1995 | Ztracený Izaiáš                               | Eddie Hughes                       | |
| 1996 | Jerry Maguire                                 | Rod Tidwell                        | Oscar v kategorii Nejlepší herec ve vedlejší roli nominace na Zlatý glóbus v kategorii Nejlepší herec ve vedlejší roli                                                                |
| 1997 | Za hranicí zákona                             | prodejce likérů                    | |
| 1997 | Lepší už to nebude                            | Frank Sachs                        | |
| 1998 | Jak přicházejí sny                            | Albert Lewis                       | |
| 1998 | Napiš si svou smrt                            | Lawson Russell                     | |
| 1999 | Instinkt                                      | Theo Caulder                       | |
| 1999 | Mrazivý faktor                                | Arlo                               | |
| 2000 | Ten nejlepší                                  | Carl Brashear                      | |
| 2001 | Pearl Harbor                                  | Doris Miller                       | |
| 2001 | Milionový závod                               | Owen Templeton                     | |
| 2001 | Stíny minulosti                               | Draven                             | |
| 2001 | Zoolander                                     | sám sebe                           | |
| 2002 | Sněžní psi                                    | Ted                                | |
| 2002 | Plnou parou vzad!                             | Jerry Robinson                     | nominace na Zlatou malinu v kategorii Nejhorší herec |
| 2003 | Pokušení                                      | Darrin Hill                        | nominace na Zlatou malinu v kategorii Nejhorší herec |
| 2003 | Radio                                         | Radio                              | nominace na Zlatou malinu v kategorii Nejhorší herec |
| 2004 | U nás na farmě                                | Buck (hlas)                        | |
| 2004 | A Dairy Tale                                  | Buck (hlas)                        | |
| 2005 | Stín zabijáka                                 | Mikey                              | |
| 2005 | Špína                                         | Salim Adel                         | |
| 2006 | Konec hry                                     | Alex Thomas                        | |
| 2007 | Norbit                                        | Deion Hughes                       | nominace na Zlatou malinu v kategorii Nejhorší herec |
| 2007 | What Love Is                                  | Tom                                | |
| 2007 | Bláznivej tábor                               | Charlie Hinton                     | nominace na Zlatou malinu v kategorii Nejhorší herec |
| 2007 | Americký gangster                             | Nicky Barnes                       | nominace – Cena Sdružení filmových a televizních herců v kategorii nejlepší filmové obsazení                                                                                          |
| 2007 | Země dinosaurů 13: Moudrost přátel            | Loofah (hlas)                      | |
| 2008 | Hledá se hrdina                               | Liam Case                          | |
| 2008 | Harold                                        | Cromer                             | také producent |
| 2008 | Krvavá hranice                                | Michael Dixon                      | |
| 2008 | Armáda jednoho                                | David Wolfe                        | |
| 2009 | The Devil's Tomb                              | Mack                               | |
| 2009 | Lži a iluze                                   | Isaac Kahn                         | |
| 2009 | Reset                                         | Luke Gibson                        | |
| 2009 | Neodvratná pomsta                             | Joshua                             | |
| 2011 | Tikot hodin                                   | Lewis Hicks                        | |
| 2011 | Seznam nežádoucích                            | Jonas Arbor                        | |
| 2011 | Nutná oběť                                    | John Hebron                        | |
| 2012 | Red Tails                                     | major Emanuelle Stance             | |
| 2012 | Firelight                                     | DJ                                 | |
| 2012 | Hra pro jednoho                               | Ray Carver                         | |
| 2013 | Guilty                                        | William 'Billy' Remz               | |
| 2013 | Machete zabíjí                                | El Camaleon                        | |
| 2013 | Don Jon                                       | filmová hvězda                     | |
| 2013 | Life of a King                                | Eugene                             | |
| 2013 | Komorník                                      | Carter Wilson                      | nominace – Cena Sdružení filmových a televizních herců v kategorii nejlepší filmové obsazení nominace – NAACP Image Awards v kategorii nejlepší mužský herecký výkon ve vedlejší roli |
| 2013 | Machete zabíjí                                | El Cameleón                        | |
| 2014 | Freedom                                       | Samuel                             | také výkonný producent |
| 2014 | Selma                                         | Fred Gray                          | |
| 2018 | Bayou Caviar                                  | Rodney Jones                       | také režisér a scenárista |
| 2019 | Life in a Year                                | Xavier                             | |

### Televize
| Rok       | Název                                            | Role                          | Poznámky                             |
| --------- | ------------------------------------------------ | ----------------------------- | ------------------------------------ |
| 1986      | Better Days                                      | Bully                         | díl: „Wooly Bully“                   |
| 1986-1987 | Poldové z Hill Street                            | Ethan Dillon/druhý člen gangu | 2 díly                               |
| 1988      | CBS Schoolbreak Special                          | Paul                          | díl: „No Means No“                   |
| 1988      | Amen                                             | Kenny                         | díl: „Thelma's Handyman“             |
| 1989      | 227                                              | skaťák                        | 1 epizoda                            |
| 1989-1991 | MacGyver                                         | Billy Colton/Ray Collins      | 4 díly                               |
| 1990      | Nasty Boys                                       | Poptop                        | 2 díly                               |
| 1990      | Mancuso, FBI                                     |                               | 1 epizoda                            |
| 1993      | Úsvit                                            | Torch                         | TV film                              |
| 1993      | The Untouchables                                 | Tommy Taylor                  | díl: „Betrayal in Black & Tan“       |
| 1995      | Letci z Tuskegee                                 | Billy Roberts                 | TV film                              |
| 1999      | Saturday Night Live                              | Sám sebe/moderátor            | díl: „Cuba Gooding Jr./Ricky Martin“ |
| 2009      | Zlaté ruce: Příběh Bena Carsona                  | Ben Carson                    | TV film                              |
| 2012      | Guilty                                           | William Remz                  | pilotní díl                          |
| 2013      | Summoned                                         | detektiv Callender            | TV film                              |
| 2015      | The Book of Negroes                              | Samuel Fraunces               | 2 díly                               |
| 2015      | Empire                                           | Puma                          | díl: „The Devil Quotes Scripture“    |
| 2015      | Falešný Hollywood                                | Sám sebe                      | 6 dílů                               |
| 2015      | Forever                                          | Isaac Monroe                  | 3 díly                               |
| 2016      | American Crime Story:The People v. O. J. Simpson | O. J. Simpson                 | 10 dílů                              |
| 2016      | American Horror Story: Roanoke                   | Matt Miller / Dominic Banks   | 10 dílů                              |

### Divadlo
| Rok  | Název                 | Role        | Poznámky                     |
| ---- | --------------------- | ----------- | ---------------------------- |
| 2013 | The Trip to Bountiful | Ludie Watts | Stephen Sondheim Theatre     |
| 2018 | Chicago               | Billy Flynn | Phoenix Theatre, Londýn      |
| 2018 | Chicago               | Billy Flynn | Ambassador Theatre, New York |